# Lady's Burger
Lady’s Burger is een snackbar in Emmen. Het werd geopend op 13 oktober 2022 en was eerder een Burger Queen.
1. ↑  Drie generaties beginnen nieuwe burgerzaak in hartje Emmen (11 augustus 2022). Geraadpleegd op 19 augustus 2025.